# Африканский горный канюк
Африка́нский го́рный каню́к (лат. Buteo oreophilus) — хищная птица семейства ястребиных рода настоящих канюков. Подвидов не выделяют.

## Описание
Длина тела африканского горного канюка составляет 41—48 см, размах крыльев — 102—117 см. Масса — около 700 г. Самки примерно на 10 % крупнее самцов. Африканский горный канюк несколько мельче и темнее распространённого обыкновенного канюка.
Оперение верхней части тела тёмно-коричневое; на нижней части головы и хвоста, на груди, животе — белое с большими бурыми пятнами. Радужка глаз коричневая.
Крик пронзительный, схож с жалобным «пиииоо-пиииоо».

## Распространение и численность
Обитает в лесах Восточной Африки: в Эфиопии, Кении, Южном Судане, Уганде, Руанде, восточной Демократической Республике Конго, Танзании, Бурунди, Замбии. Предпочитает холмистые и горных регионы (от 1600 до 4500 метров над уровнем моря).
Питается мелкими млекопитающими (в том числе летучими мышами), птицами, насекомыми и рептилиями. Охотится поодиночке или парой, обычно в лесах, реже — на близлежащих полях.
В настоящее время насчитывается 1000—10000 особей, однако численность стремительно падает. В первую очередь это связано с вырубкой лесов, а также с конкуренцией со стороны других видов: канюка-авгура, обыкновенного канюка и др.